# Quinto Gallio
Quinto Gallio, esponente della gens Gallia (fl. I secolo a.C.), è stato edile nel 66 a.C., pretore nel 65 a.C. e nel 43 a.C..

## Biografia
Fu perseguito da Ottaviano nel 43 a.C. essendo stato sospettato di congiura, e fu per questo torturato e ucciso. Le scarne fonti riguardo alla natura della sua congiura, probabilmente concretizzatasi in un tentativo di omicidio durante un abboccamento privato col giovane triumviro, fanno intravedere un movente più personale che politico per il suo gesto. Tuttavia, probabilmente per screditarlo, una parte della tradizione, più favorevole ad Ottaviano, associò la sua figura a quella del triumviro Marco Antonio.
Secondo Svetonio le cose andarono in modo diverso; sarebbe stato Augusto a temere un attentato mentre Quinto Gallio teneva le sue tavolette sotto la toga:
(Gaio Svetonio Tranquillo, Vite dei Cesari, II - 27, Garzanti, Milano, 1977-2000.Trad.: E. Noseda)